# Basquetebol nos Jogos Olímpicos de Verão de 2024 - Feminino
O torneio feminino de basquetebol nos Jogos Olímpicos de Verão de 2024 foi a 13ª edição do evento nos Jogos Olímpicos e realizado entre 28 de julho e de 11 de agosto de 2024, com os jogos da fase preliminar disputados no Stade Pierre-Mauroy, em Lille, enquanto que a fase final aconteceu na Bercy Arena, em Paris.
Os Estados Unidos conquistaram a medalha de ouro após derrotar a França na final. Diana Taurasi tornou-se a única jogadora de basquetebol com seis medalhas de ouro olímpicas, juntando-se à ginete de adestramento alemã Isabell Werth e ao esgrimista de sabre húngaro Aladár Gerevich como os únicos atletas olímpicos a ganhar seis medalhas de ouro num mesmo evento.
A Austrália conquistou a medalha de bronze com uma vitória sobre a Bélgica.

## Medalhistas
|  | USA Estados Unidos |  | FRA França |  | AUS Austrália |
|  | Jewell Loyd Kelsey Plum Sabrina Ionescu Kahleah Copper Chelsea Gray A'ja Wilson Breanna Stewart Napheesa Collier Diana Taurasi Jackie Young Alyssa Thomas Brittney Griner |  | Marine Fauthoux Alexia Chery Sarah Michel Valériane Ayayi Iliana Rupert Janelle Salaün Dominique Malonga Gabby Williams Marième Badiane Marine Johannès Leïla Lacan Romane Bernies |  | Jade Melbourne Kristy Wallace Stephanie Talbot Tess Madgen Alanna Smith Ezi Magbegor Marianna Tolo Cayla George Amy Atwell Isobel Borlase Lauren Jackson Sami Whitcomb |

## Calendário
| G | Fase de grupos | QF | Quartas de final | SF | Semifinais | B | Disputa pelo bronze | F | Final |

| DataEvento | Sáb 27 | Dom 28 | Seg 29 | Ter 30 | Qua 31 | Qui 1 | Sex 2 | Sáb 3 | Dom 4 | Seg 5 | Ter 6 | Qua 7 | Qui 8 | Sex 9 | Sáb 10 | Sáb 10 | Dom 11 | Dom 11 |
| ---------- | ------ | ------ | ------ | ------ | ------ | ----- | ----- | ----- | ----- | ----- | ----- | ----- | ----- | ----- | ------ | ------ | ------ | ------ |
| Feminino   |        | G      | G      |        | G      | G     |       | G     | G     |       |       | QF    |       | SF    |        |        | B      | F      |

## Qualificação
| Método                       | Data                                  | Local     | Vagas | Classificados  |
| ---------------------------- | ------------------------------------- | --------- | ----- | -------------- |
| País-sede                    | —                                     | —         | 1     | França         |
| Copa do Mundo de 2022        | 22 de setembro – 1 de outubro de 2022 | Sydney    | 1     | Estados Unidos |
| Pré-Olímpico Mundial de 2024 | 8–11 fevereiro de 2024                | Antuérpia | 2     | Bélgica        |
| Pré-Olímpico Mundial de 2024 | 8–11 fevereiro de 2024                | Antuérpia | 2     | Nigéria        |
| Pré-Olímpico Mundial de 2024 | 8–11 fevereiro de 2024                | Sopron    | 3     | Japão          |
| Pré-Olímpico Mundial de 2024 | 8–11 fevereiro de 2024                | Sopron    | 3     | Espanha        |
| Pré-Olímpico Mundial de 2024 | 8–11 fevereiro de 2024                | Sopron    | 3     | Canadá         |
| Pré-Olímpico Mundial de 2024 | 8–11 fevereiro de 2024                | Belém     | 3     | Austrália      |
| Pré-Olímpico Mundial de 2024 | 8–11 fevereiro de 2024                | Belém     | 3     | Alemanha       |
| Pré-Olímpico Mundial de 2024 | 8–11 fevereiro de 2024                | Belém     | 3     | Sérvia         |
| Pré-Olímpico Mundial de 2024 | 8–11 fevereiro de 2024                | Xian      | 2     | China          |
| Pré-Olímpico Mundial de 2024 | 8–11 fevereiro de 2024                | Xian      | 2     | Porto Rico     |
| Total                        | Total                                 | Total     | 12    |                |

## Formato
As doze equipes participantes foram divididas em três grupos de quatro equipes. As duas primeiras colocadas avançam para as quartas de final, assim como as duas melhores terceiros colocadas. Após a fase preliminar, as equipes classificadas foram agrupadas de acordo com seus resultados (as quatro melhores e as quatro piores) e um sorteio determinou os confrontos das quartas de final. A partir daí, foi seguido o sistema eliminatório até a definição das medalhas.

## Sorteio
O sorteio para composição dos grupos foi realizado em 19 de março de 2024.
As 12 equipes foram divididas em quatro potes de três equipes com base no Ranking Mundial da FIBA. Os três grupos foram formados sorteando uma equipe de cada pote. Duas equipes do mesmo continente não poderiam ser colocadas no mesmo grupo, com exceção das seleções europeias, onde até duas equipes poderiam estar no mesmo grupo.
Para fins de transmissão, os atuais campeões, os Estados Unidos, e a anfitriã França, foram sorteados para o Grupo B ou C.
Potes
| Pote 1                             | Pote 2                     | Pote 3                  | Pote 4                          |
| ---------------------------------- | -------------------------- | ----------------------- | ------------------------------- |
| Estados Unidos · China · Austrália | Espanha · Canadá · Bélgica | França · Japão · Sérvia | Porto Rico · Nigéria · Alemanha |

## Árbitros
Os seguintes 30 árbitros foram selecionados para o torneio.
- ARG Juan Fernández
- AUS James Boyer
- BIH Ademir Zurapović
- CAN Matthew Kallio
- CAN Maripier Malo
- CRO Martin Vulić
- DEN Maj Forsberg
- ECU Carlos Peralta
- ESP Luis Castillo
- ESP Ariadna Chueca
- ESP Antonio Conde
- FRA Yohan Rosso
- HUN Péter Praksch
- JPN Takaki Kato
- KAZ Yevgeniy Mikheyev
- LAT Mārtiņš Kozlovskis
- LAT Gatis Saliņš
- LBN Rabah Noujaim
- MAD Yann Davidson
- MEX Omar Bermúdez
- NOR Viola Györgyi
- PAN Julio Anaya
- POL Wojciech Liszka
- PUR Johnny Batista
- PUR Roberto Vázquez
- SLO Boris Krejić
- URU Andrés Bartel
- USA Amy Bonner
- USA Blanca Burns
- USA Jenna Reneau

## Fase de grupos

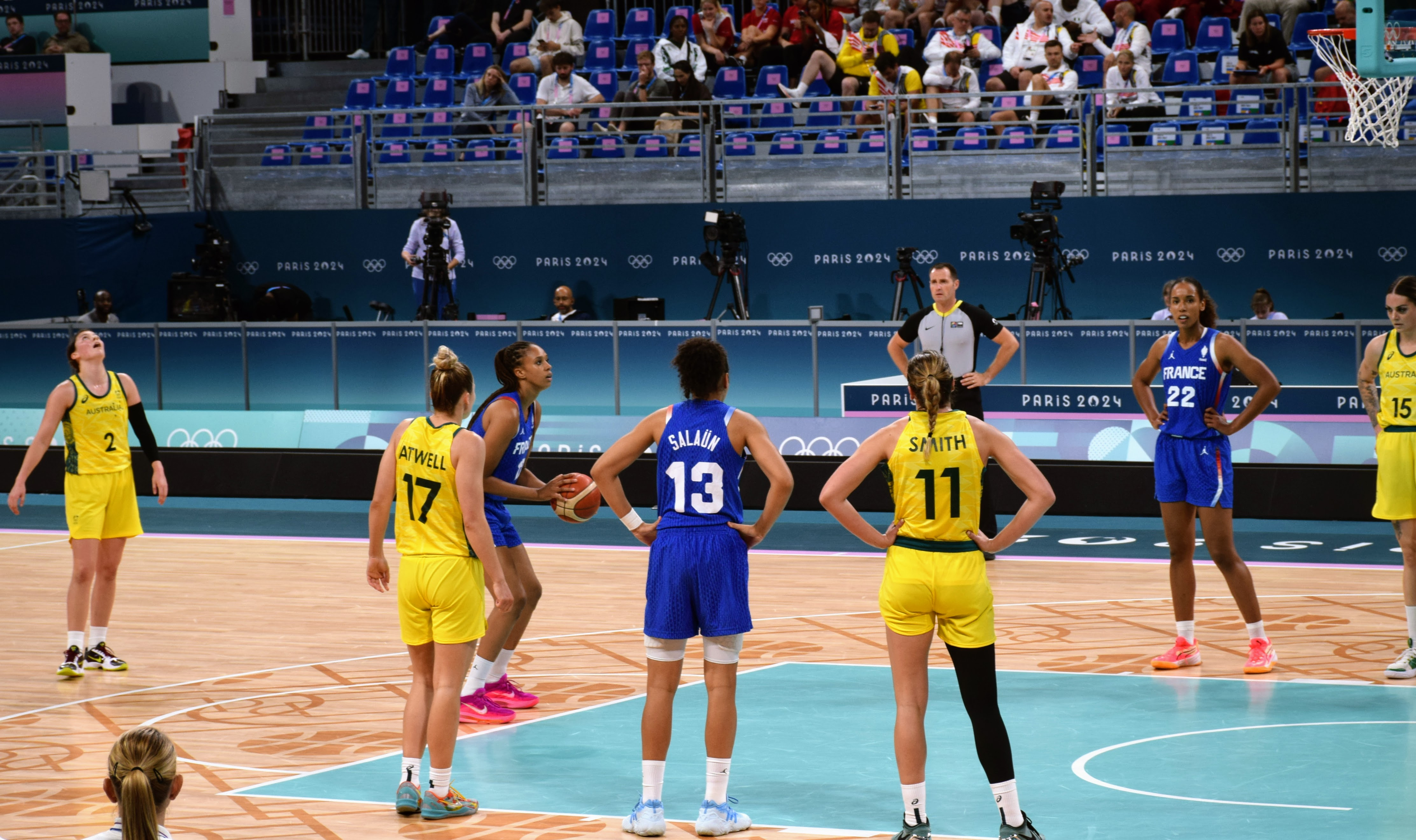
Lance livre para a França na partida contra a Austrália pelo grupo B

Na primeira fase as seleções foram divididas em três grupos de quatro equipes, disputados em formato todos-contra-todos. Os dois primeiros de cada grupo e e os dois melhores terceiros colocados se classificam às quartas de final.
|  | Equipes classificadas às quartas de final              |
|  | Equipes classificadas como melhores terceiro colocadas |

Todas as partidas seguem o fuso horário local (UTC+2).

### Grupo A
| Pos. | Equipe     | J | V | D | PF  | PC  | Dif | Pts |
| ---- | ---------- | - | - | - | --- | --- | --- | --- |
| 1    | Espanha    | 3 | 3 | 0 | 223 | 213 | +10 | 6   |
| 2    | Sérvia     | 3 | 2 | 1 | 201 | 184 | +17 | 5   |
| 3    | China      | 3 | 1 | 2 | 228 | 229 | –1  | 4   |
| 4    | Porto Rico | 3 | 0 | 3 | 175 | 201 | –26 | 3   |

Regras para classificação: 1) Pontos; 2) Confronto direto; 3) Diferença de pontos; 4) Pontos marcados.
| 28 de julho de 2024 13:30 | Relatório | Espanha                                                  | 90–89 | China                                       | OT | Stade Pierre-Mauroy, Lille Público: 27 021 Árbitros: NOR Viola Györgyi CAN Maripier Malo HUN Péter Praksch |  |
| 28 de julho de 2024 13:30 | Relatório | Placar por quarto: 13–22, 20–15, 20–22, 23–17, OT: 14–13 |       |                                             | OT | Stade Pierre-Mauroy, Lille Público: 27 021 Árbitros: NOR Viola Györgyi CAN Maripier Malo HUN Péter Praksch |  |
| 28 de julho de 2024 13:30 | Relatório | Pts: Gustafson 29 Rbts: Gustafson 8 Asts: Casas 8        |       | Pts: Li Y. 31 Rbts: Li Y. 15 Asts: Li M. 11 | OT | Stade Pierre-Mauroy, Lille Público: 27 021 Árbitros: NOR Viola Györgyi CAN Maripier Malo HUN Péter Praksch |  |

| 28 de julho de 2024 21:00 | Relatório | Sérvia                                                | 58–55 | Porto Rico                                                             |  | Stade Pierre-Mauroy, Lille Público: 15 324 Árbitros: DEN Maj Forsberg AUS James Boyer MAD Yann Davidson |  |
| 28 de julho de 2024 21:00 | Relatório | Placar por quarto: 23–15, 20–11, 12–10, 3–19          |       |                                                                        |  | Stade Pierre-Mauroy, Lille Público: 15 324 Árbitros: DEN Maj Forsberg AUS James Boyer MAD Yann Davidson |  |
| 28 de julho de 2024 21:00 | Relatório | Pts: Stanković 15 Rbts: Stanković 10 Asts: Anderson 8 |       | Pts: San Antonio 11 Rbts: Hollingshed, Meléndez, Roma 6 Asts: Rosado 7 |  | Stade Pierre-Mauroy, Lille Público: 15 324 Árbitros: DEN Maj Forsberg AUS James Boyer MAD Yann Davidson |  |

| 31 de julho de 2024 11:00 | Relatório | Porto Rico                                               | 62–63 | Espanha                                            |  | Stade Pierre-Mauroy, Lille Público: 23 942 Árbitros: URU Andrés Bartel CAN Maripier Malo KAZ Yevgeniy Mikheyev |  |
| 31 de julho de 2024 11:00 | Relatório | Placar por quarto: 9–18, 16–21, 19–5, 18–19              |       |                                                    |  | Stade Pierre-Mauroy, Lille Público: 23 942 Árbitros: URU Andrés Bartel CAN Maripier Malo KAZ Yevgeniy Mikheyev |  |
| 31 de julho de 2024 11:00 | Relatório | Pts: Guirantes 15 Rbts: Hollingshed 12 Asts: Guirantes 4 |       | Pts: Gustafson 18 Rbts: Gustafson 13 Asts: Ortiz 4 |  | Stade Pierre-Mauroy, Lille Público: 23 942 Árbitros: URU Andrés Bartel CAN Maripier Malo KAZ Yevgeniy Mikheyev |  |

| 31 de julho de 2024 21:00 | Relatório | China                                                    | 59–81 | Sérvia                                               |  | Stade Pierre-Mauroy, Lille Público: 23 942 Árbitros: CRO Martin Vulić DEN Maj Forsberg AUS James Boyer |  |
| 31 de julho de 2024 21:00 | Relatório | Placar por quarto: 17–23, 22–22, 11–17, 9–19             |       |                                                      |  | Stade Pierre-Mauroy, Lille Público: 23 942 Árbitros: CRO Martin Vulić DEN Maj Forsberg AUS James Boyer |  |
| 31 de julho de 2024 21:00 | Relatório | Pts: Han, Wang 11 Rbts: Li Yue. 11 Asts: Wang, Yang L. 5 |       | Pts: Anderson 15 Rbts: Krajišnik 11 Asts: Anderson 6 |  | Stade Pierre-Mauroy, Lille Público: 23 942 Árbitros: CRO Martin Vulić DEN Maj Forsberg AUS James Boyer |  |

| 3 de agosto de 2024 11:00 | Relatório | China                                         | 80–58 | Porto Rico                                           |  | Stade Pierre-Mauroy, Lille Público: 26 595 Árbitros: MEX Omar Bermúdez LBN Rabah Noujaim CAN Maripier Malo |  |
| 3 de agosto de 2024 11:00 | Relatório | Placar por quarto: 17–11, 23–18, 22–16, 18–13 |       |                                                      |  | Stade Pierre-Mauroy, Lille Público: 26 595 Árbitros: MEX Omar Bermúdez LBN Rabah Noujaim CAN Maripier Malo |  |
| 3 de agosto de 2024 11:00 | Relatório | Pts: Li M. 18 Rbts: Han 9 Asts: Li M. 7       |       | Pts: Guirantes 20 Rbts: Hollingshed 8 Asts: Rosado 5 |  | Stade Pierre-Mauroy, Lille Público: 26 595 Árbitros: MEX Omar Bermúdez LBN Rabah Noujaim CAN Maripier Malo |  |

| 3 de agosto de 2024 13:30 | Relatório | Sérvia                                              | 62–70 | Espanha                                     |  | Stade Pierre-Mauroy, Lille Público: 26 595 Árbitros: JPN Takaki Kato NOR Viola Györgyi MAD Yann Davidson |  |
| 3 de agosto de 2024 13:30 | Relatório | Placar por quarto: 13–16, 15–21, 10–18, 24–15       |       |                                             |  | Stade Pierre-Mauroy, Lille Público: 26 595 Árbitros: JPN Takaki Kato NOR Viola Györgyi MAD Yann Davidson |  |
| 3 de agosto de 2024 13:30 | Relatório | Pts: Anderson 18 Rbts: Stanković 5 Asts: Anderson 7 |       | Pts: Conde 15 Rbts: Gustafson 9 Asts: Gil 7 |  | Stade Pierre-Mauroy, Lille Público: 26 595 Árbitros: JPN Takaki Kato NOR Viola Györgyi MAD Yann Davidson |  |

### Grupo B
| Pos. | Equipe    | J | V | D | PF  | PC  | Dif | Pts |
| ---- | --------- | - | - | - | --- | --- | --- | --- |
| 1    | França    | 3 | 2 | 1 | 222 | 187 | +35 | 5†  |
| 2    | Austrália | 3 | 2 | 1 | 211 | 212 | –1  | 5†  |
| 3    | Nigéria   | 3 | 2 | 1 | 208 | 207 | +1  | 5†  |
| 4    | Canadá    | 3 | 0 | 3 | 189 | 224 | –35 | 3   |

Regras para classificação: 1) Pontos; 2) Confronto direto; 3) Diferença de pontos; 4) Pontos marcados.
†França 3 Pts, +14 Dif; Austrália 3 Pts, −6 Dif; Nigéria 3 Pts, −8 Dif.
| 29 de julho de 2024 11:00 | Relatório | Nigéria                                                       | 75–62 | Austrália                                     |  | Stade Pierre-Mauroy, Lille Público: 24 023 Árbitros: USA Amy Bonner LBN Rabah Noujaim USA Jenna Reneau |  |
| 29 de julho de 2024 11:00 | Relatório | Placar por quarto: 18–17, 23–11, 10–19, 24–15                 |       |                                               |  | Stade Pierre-Mauroy, Lille Público: 24 023 Árbitros: USA Amy Bonner LBN Rabah Noujaim USA Jenna Reneau |  |
| 29 de julho de 2024 11:00 | Relatório | Pts: Kalu 19 Rbts: Kunaiyi-Akpannah, Musa 7 Asts: Amukamara 9 |       | Pts: Smith 15 Rbts: Talbot 10 Asts: Talbot 12 |  | Stade Pierre-Mauroy, Lille Público: 24 023 Árbitros: USA Amy Bonner LBN Rabah Noujaim USA Jenna Reneau |  |

| 29 de julho de 2024 17:15 | Relatório | Canadá                                                  | 54–75 | França                                           |  | Stade Pierre-Mauroy, Lille Público: 20 211 Árbitros: SLO Boris Krejić USA Blanca Burns ESP Ariadna Chueca |  |
| 29 de julho de 2024 17:15 | Relatório | Placar por quarto: 18–15, 2–23, 16–15, 18–22            |       |                                                  |  | Stade Pierre-Mauroy, Lille Público: 20 211 Árbitros: SLO Boris Krejić USA Blanca Burns ESP Ariadna Chueca |  |
| 29 de julho de 2024 17:15 | Relatório | Pts: Colley, Nurse 11 Rbts: Alexander 10 Asts: Colley 6 |       | Pts: Badiane 13 Rbts: Badiane 6 Asts: Williams 8 |  | Stade Pierre-Mauroy, Lille Público: 20 211 Árbitros: SLO Boris Krejić USA Blanca Burns ESP Ariadna Chueca |  |

| 1 de agosto de 2024 13:30 | Relatório | Austrália                                         | 70–65 | Canadá                                            |  | Stade Pierre-Mauroy, Lille Público: 20 962 Árbitros: URU Andrés Bartel LBN Rabah Noujaim USA Jenna Reneau |  |
| 1 de agosto de 2024 13:30 | Relatório | Placar por quarto: 18–16, 20–16, 13–12, 19–21     |       |                                                   |  | Stade Pierre-Mauroy, Lille Público: 20 962 Árbitros: URU Andrés Bartel LBN Rabah Noujaim USA Jenna Reneau |  |
| 1 de agosto de 2024 13:30 | Relatório | Pts: Whitcomb 19 Rbts: Talbot 9 Asts: Whitcomb 10 |       | Pts: Carleton 19 Rbts: Carleton 8 Asts: Achonwa 8 |  | Stade Pierre-Mauroy, Lille Público: 20 962 Árbitros: URU Andrés Bartel LBN Rabah Noujaim USA Jenna Reneau |  |

| 1 de agosto de 2024 17:15 | Relatório | França                                            | 75–54 | Nigéria                                     |  | Stade Pierre-Mauroy, Lille Público: 17 483 Árbitros: USA Amy Bonner ECU Carlos Peralta HUN Péter Praksch |  |
| 1 de agosto de 2024 17:15 | Relatório | Placar por quarto: 24–20, 14–11, 16–8, 21–15      |       |                                             |  | Stade Pierre-Mauroy, Lille Público: 17 483 Árbitros: USA Amy Bonner ECU Carlos Peralta HUN Péter Praksch |  |
| 1 de agosto de 2024 17:15 | Relatório | Pts: Johannès 15 Rbts: Badiane 6 Asts: Williams 7 |       | Pts: Kalu 18 Rbts: Musa 9 Asts: Amukamara 5 |  | Stade Pierre-Mauroy, Lille Público: 17 483 Árbitros: USA Amy Bonner ECU Carlos Peralta HUN Péter Praksch |  |

| 4 de agosto de 2024 13:30 | Relatório | Canadá                                                                               | 70–79 | Nigéria                                                 |  | Stade Pierre-Mauroy, Lille Público: 27 107 Árbitros: USA Amy Bonner USA Blanca Burns ESP Ariadna Chueca |  |
| 4 de agosto de 2024 13:30 | Relatório | Placar por quarto: 18–18, 23–19, 5–23, 24–19                                         |       |                                                         |  | Stade Pierre-Mauroy, Lille Público: 27 107 Árbitros: USA Amy Bonner USA Blanca Burns ESP Ariadna Chueca |  |
| 4 de agosto de 2024 13:30 | Relatório | Pts: Colley 17 Rbts: Amihere 11 Asts: Achonwa, Alexander, Edwards, Prosper, Swords 2 |       | Pts: Kalu 21 Rbts: Kunaiyi-Akpannah 7 Asts: Amukamara 6 |  | Stade Pierre-Mauroy, Lille Público: 27 107 Árbitros: USA Amy Bonner USA Blanca Burns ESP Ariadna Chueca |  |

| 4 de agosto de 2024 21:00 | Relatório | Austrália                                                | 79–72 | França                                           |  | Stade Pierre-Mauroy, Lille Público: 27 193 Árbitros: ESP Luis Castillo DEN Maj Forsberg USA Jenna Reneau |  |
| 4 de agosto de 2024 21:00 | Relatório | Placar por quarto: 19–17, 15–17, 25–16, 20–22            |       |                                                  |  | Stade Pierre-Mauroy, Lille Público: 27 193 Árbitros: ESP Luis Castillo DEN Maj Forsberg USA Jenna Reneau |  |
| 4 de agosto de 2024 21:00 | Relatório | Pts: Madgen 18 Rbts: Magbegor, Talbot 6 Asts: Whitcomb 7 |       | Pts: Williams 15 Rbts: Badiane 6 Asts: Bernies 4 |  | Stade Pierre-Mauroy, Lille Público: 27 193 Árbitros: ESP Luis Castillo DEN Maj Forsberg USA Jenna Reneau |  |

### Grupo C
| Pos. | Equipe         | J | V | D | PF  | PC  | Dif | Pts |
| ---- | -------------- | - | - | - | --- | --- | --- | --- |
| 1    | Estados Unidos | 3 | 3 | 0 | 276 | 218 | +58 | 6   |
| 2    | Alemanha       | 3 | 2 | 1 | 226 | 220 | +6  | 5   |
| 3    | Bélgica        | 3 | 1 | 2 | 228 | 228 | 0   | 4   |
| 4    | Japão          | 3 | 0 | 3 | 198 | 262 | –64 | 3   |

Regras para classificação: 1) Pontos; 2) Confronto direto; 3) Diferença de pontos; 4) Pontos marcados.
| 29 de julho de 2024 13:30 | Relatório | Alemanha                                        | 83–69 | Bélgica                                           |  | Stade Pierre-Mauroy, Lille Público: 20 211 Árbitros: CRO Martin Vulić ECU Carlos Peralta MAD Yann Davidson |  |
| 29 de julho de 2024 13:30 | Relatório | Placar por quarto: 25–11, 21–14, 14–17, 23–27   |       |                                                   |  | Stade Pierre-Mauroy, Lille Público: 20 211 Árbitros: CRO Martin Vulić ECU Carlos Peralta MAD Yann Davidson |  |
| 29 de julho de 2024 13:30 | Relatório | Pts: Sabally 17 Rbts: Gülich 7 Asts: Peterson 8 |       | Pts: Meesseman 25 Rbts: Linskens 6 Asts: Vanloo 6 |  | Stade Pierre-Mauroy, Lille Público: 20 211 Árbitros: CRO Martin Vulić ECU Carlos Peralta MAD Yann Davidson |  |

| 29 de julho de 2024 21:00 | Relatório | Estados Unidos                                | 102–76 | Japão                                                                              |  | Stade Pierre-Mauroy, Lille Público: 13 040 Árbitros: ESP Luis Castillo NOR Viola Györgyi KAZ Yevgeniy Mikheyev |  |
| 29 de julho de 2024 21:00 | Relatório | Placar por quarto: 22–15, 28–24, 29–18, 23–19 |        |                                                                                    |  | Stade Pierre-Mauroy, Lille Público: 13 040 Árbitros: ESP Luis Castillo NOR Viola Györgyi KAZ Yevgeniy Mikheyev |  |
| 29 de julho de 2024 21:00 | Relatório | Pts: Wilson 24 Rbts: Wilson 13 Asts: Gray 13  |        | Pts: Takada 24 Rbts: Akaho, Hayashi, Machida, Yamamoto 3 Asts: Machida, Yamamoto 5 |  | Stade Pierre-Mauroy, Lille Público: 13 040 Árbitros: ESP Luis Castillo NOR Viola Györgyi KAZ Yevgeniy Mikheyev |  |

| 1 de agosto de 2024 11:00 | Relatório | Japão                                         | 64–75 | Alemanha                                                        |  | Stade Pierre-Mauroy, Lille Público: 20 962 Árbitros: LAT Gatis Saliņš NOR Viola Györgyi KAZ Yevgeniy Mikheyev |  |
| 1 de agosto de 2024 11:00 | Relatório | Placar por quarto: 16–21, 20–21, 13–17, 15–16 |       |                                                                 |  | Stade Pierre-Mauroy, Lille Público: 20 962 Árbitros: LAT Gatis Saliņš NOR Viola Györgyi KAZ Yevgeniy Mikheyev |  |
| 1 de agosto de 2024 11:00 | Relatório | Pts: Takada 15 Rbts: Akaho 8 Asts: Machida 9  |       | Pts: S. Sabally 33 Rbts: Gülich, Geiselsöder 10 Asts: Fiebich 6 |  | Stade Pierre-Mauroy, Lille Público: 20 962 Árbitros: LAT Gatis Saliņš NOR Viola Györgyi KAZ Yevgeniy Mikheyev |  |

| 1 de agosto de 2024 21:00 | Relatório | Bélgica                                                     | 74–87 | Estados Unidos                                  |  | Stade Pierre-Mauroy, Lille Público: 25 044 Árbitros: POL Wojciech Liszka ESP Luis Castillo ESP Ariadna Chueca |  |
| 1 de agosto de 2024 21:00 | Relatório | Placar por quarto: 23–23, 15–23, 15–14, 21–27               |       |                                                 |  | Stade Pierre-Mauroy, Lille Público: 25 044 Árbitros: POL Wojciech Liszka ESP Luis Castillo ESP Ariadna Chueca |  |
| 1 de agosto de 2024 21:00 | Relatório | Pts: Meesseman 24 Rbts: Delaere, Linskens 5 Asts: Delaere 8 |       | Pts: Stewart 26 Rbts: Wilson 13 Asts: Ionescu 5 |  | Stade Pierre-Mauroy, Lille Público: 25 044 Árbitros: POL Wojciech Liszka ESP Luis Castillo ESP Ariadna Chueca |  |

| 4 de agosto de 2024 11:00 | Relatório | Japão                                                   | 58–85 | Bélgica                                             |  | Stade Pierre-Mauroy, Lille Público: 25 134 Árbitros: SLO Boris Krejić POL Wojciech Liszka HUN Péter Praksch |  |
| 4 de agosto de 2024 11:00 | Relatório | Placar por quarto: 7–19, 16–20, 16–22, 19–24            |       |                                                     |  | Stade Pierre-Mauroy, Lille Público: 25 134 Árbitros: SLO Boris Krejić POL Wojciech Liszka HUN Péter Praksch |  |
| 4 de agosto de 2024 11:00 | Relatório | Pts: Hayashi 13 Rbts: Akaho 5 Asts: Machida, Miyazaki 4 |       | Pts: Meesseman 30 Rbts: Meesseman 11 Asts: Massey 7 |  | Stade Pierre-Mauroy, Lille Público: 25 134 Árbitros: SLO Boris Krejić POL Wojciech Liszka HUN Péter Praksch |  |

| 4 de agosto de 2024 17:15 | Relatório | Alemanha                                                | 68–87 | Estados Unidos                                              |  | Stade Pierre-Mauroy, Lille Público: 25 844 Árbitros: PAN Julio Anaya LAT Gatis Saliņš NOR Viola Györgyi |  |
| 4 de agosto de 2024 17:15 | Relatório | Placar por quarto: 19–16, 10–25, 17–28, 22–18           |       |                                                             |  | Stade Pierre-Mauroy, Lille Público: 25 844 Árbitros: PAN Julio Anaya LAT Gatis Saliņš NOR Viola Györgyi |  |
| 4 de agosto de 2024 17:15 | Relatório | Pts: S. Sabally 15 Rbts: Geiselsöder 8 Asts: Peterson 4 |       | Pts: Young 19 Rbts: Collier 7 Asts: Ionescu, Plum, Thomas 5 |  | Stade Pierre-Mauroy, Lille Público: 25 844 Árbitros: PAN Julio Anaya LAT Gatis Saliņš NOR Viola Györgyi |  |

### Melhores terceiros colocados
| Pos. | Equipe  | J | V | D | PF  | PC  | Dif | Pts |
| ---- | ------- | - | - | - | --- | --- | --- | --- |
| 1    | Nigéria | 3 | 2 | 1 | 208 | 207 | +1  | 5   |
| 2    | Bélgica | 3 | 1 | 2 | 228 | 228 | 0   | 4   |
| 3    | China   | 3 | 1 | 2 | 228 | 229 | –1  | 4   |

Regras para classificação: 1) Pontos; 2) Confronto direto; 3) Diferença de pontos; 4) Pontos marcados.

## Fase final
Na fase final, um sorteio após a fase de grupos decidiu os confrontos das quartas de final. As equipes qualificadas foram divididas em dois potes:
- O Pote D compreendeu as duas primeiras colocadas da fase de grupos.
- O Pote E compreendeu a primeira colocada com a pior classificação e a segunda colocada com melhor classificação da fase de grupos.
- O Pote F compreendeu as segundas colocadas restantes da fase de grupos.
- O Pote G foi composto pelas duas melhores terceiro colocadas.

Regras do sorteio
- As equipes do Pote D foram sorteadas contra uma equipe do Pote G e uma equipe do Pote E contra uma equipe do Pote F.
- Equipes do mesmo grupo não poderiam se enfrentar nas quartas de final.

| Pote D                   | Pote E          | Pote F               | Pote G            |
| ------------------------ | --------------- | -------------------- | ----------------- |
| Estados Unidos · Espanha | França · Sérvia | Alemanha · Austrália | Nigéria · Bélgica |

### Chaveamento
|  | Quartas de final | Quartas de final |                |    | Semifinal           | Semifinal           |  |  | Final | Final |
|  |                  |                  |                |    |                     |                     |  |  |       |       |
|  | 7 de agosto      |                  |                |    |                     |                     |  |  |       |       |
|  |                  |                  |                |    |                     |                     |  |  |       |       |
|  | Alemanha         | 71               |                |    |                     |                     |  |  |       |       |
|  | Alemanha         | 71               | 9 de agosto    |    |                     |                     |  |  |       |       |
|  | França           | 84               |                |    |                     |                     |  |  |       |       |
|  | França           | 84               | França (pro)   | 81 |                     |                     |  |  |       |       |
|  | 7 de agosto      |                  | França (pro)   | 81 |                     |                     |  |  |       |       |
|  |                  | Bélgica          | 75             |    |                     |                     |  |  |       |       |
|  | Espanha          | Bélgica          | 75             | 66 |                     |                     |  |  |       |       |
|  | Espanha          |                  | 11 de agosto   | 66 |                     |                     |  |  |       |       |
|  | Bélgica          | 79               |                |    |                     |                     |  |  |       |       |
|  | Bélgica          | 79               | França         | 66 |                     |                     |  |  |       |       |
|  | 7 de agosto      |                  | França         | 66 |                     |                     |  |  |       |       |
|  |                  | Estados Unidos   | 67             |    |                     |                     |  |  |       |       |
|  | Nigéria          | Estados Unidos   | 67             | 74 |                     |                     |  |  |       |       |
|  | Nigéria          | 9 de agosto      |                | 74 |                     |                     |  |  |       |       |
|  | Estados Unidos   | 88               |                |    |                     |                     |  |  |       |       |
|  | Estados Unidos   | 88               | Estados Unidos | 85 |                     |                     |  |  |       |       |
|  | 7 de agosto      |                  | Estados Unidos | 85 |                     |                     |  |  |       |       |
|  |                  | Austrália        | 64             |    | Disputa pelo bronze | Disputa pelo bronze |  |  |       |       |
|  | Sérvia           | Austrália        | 64             | 67 | Disputa pelo bronze | Disputa pelo bronze |  |  |       |       |
|  | Sérvia           |                  | 11 de agosto   | 67 |                     |                     |  |  |       |       |
|  | Austrália        | 85               |                |    |                     |                     |  |  |       |       |
|  | Austrália        | 85               | Bélgica        | 81 |                     |                     |  |  |       |       |
|  |                  |                  |                |    |                     |                     |  |  |       |       |
|  | Austrália        | 85               |                |    |                     |                     |  |  |       |       |
|  | Austrália        | 85               |                |    |                     |                     |  |  |       |       |

### Quartas de final
| 7 de agosto de 2024 11:00 | Relatório | Sérvia                                             | 67–85 | Austrália                                      |  | Bercy Arena, Paris Público: 12 337 Árbitros: CRO Martin Vulić ESP Ariadna Chueca KAZ Yevgeniy Mikheyev |  |
| 7 de agosto de 2024 11:00 | Relatório | Placar por quarto: 19–26, 13–22, 16–24, 19–13      |       |                                                |  | Bercy Arena, Paris Público: 12 337 Árbitros: CRO Martin Vulić ESP Ariadna Chueca KAZ Yevgeniy Mikheyev |  |
| 7 de agosto de 2024 11:00 | Relatório | Pts: Nogić 17 Rbts: Raca 7 Asts: Anderson, Nogić 5 |       | Pts: Smith 22 Rbts: Smith 13 Asts: Melbourne 5 |  | Bercy Arena, Paris Público: 12 337 Árbitros: CRO Martin Vulić ESP Ariadna Chueca KAZ Yevgeniy Mikheyev |  |

| 7 de agosto de 2024 14:30 | Relatório | Espanha                                                | 66–79 | Bélgica                                                               |  | Bercy Arena, Paris Público: 11 852 Árbitros: CAN Matthew Kallio USA Jenna Reneau CAN Maripier Malo |  |
| 7 de agosto de 2024 14:30 | Relatório | Placar por quarto: 26–26, 11–22, 12–19, 17–12          |       |                                                                       |  | Bercy Arena, Paris Público: 11 852 Árbitros: CAN Matthew Kallio USA Jenna Reneau CAN Maripier Malo |  |
| 7 de agosto de 2024 14:30 | Relatório | Pts: Gustafson 21 Rbts: Gustafson 7 Asts: Gil, Ortiz 3 |       | Pts: Linskens, Meesseman 19 Rbts: Meesseman 9 Asts: Delaere, Vanloo 7 |  | Bercy Arena, Paris Público: 11 852 Árbitros: CAN Matthew Kallio USA Jenna Reneau CAN Maripier Malo |  |

| 7 de agosto de 2024 18:00 | Relatório | Alemanha                                                         | 71–84 | França                                             |  | Bercy Arena, Paris Público: 12 399 Árbitros: USA Amy Bonner ECU Carlos Peralta USA Blanca Burns |  |
| 7 de agosto de 2024 18:00 | Relatório | Placar por quarto: 19–23, 14–22, 16–21, 22–18                    |       |                                                    |  | Bercy Arena, Paris Público: 12 399 Árbitros: USA Amy Bonner ECU Carlos Peralta USA Blanca Burns |  |
| 7 de agosto de 2024 18:00 | Relatório | Pts: N. Sabally 20 Rbts: N. Sabally 13 Asts: Fiebich, Peterson 3 |       | Pts: Johannès 24 Rbts: Williams 6 Asts: Williams 5 |  | Bercy Arena, Paris Público: 12 399 Árbitros: USA Amy Bonner ECU Carlos Peralta USA Blanca Burns |  |

| 7 de agosto de 2024 21:30 | Relatório | Nigéria                                                 | 74–88 | Estados Unidos                                |  | Bercy Arena, Paris Público: 12 437 Árbitros: NOR Viola Györgyi ARG Juan Fernández MAD Yann Davidson |  |
| 7 de agosto de 2024 21:30 | Relatório | Placar por quarto: 17–26, 16–26, 15–24, 26–12           |       |                                               |  | Bercy Arena, Paris Público: 12 437 Árbitros: NOR Viola Györgyi ARG Juan Fernández MAD Yann Davidson |  |
| 7 de agosto de 2024 21:30 | Relatório | Pts: Amukamara 19 Rbts: Kunaiyi-Akpannah 8 Asts: Kalu 7 |       | Pts: Wilson 20 Rbts: Wilson 11 Asts: Thomas 6 |  | Bercy Arena, Paris Público: 12 437 Árbitros: NOR Viola Györgyi ARG Juan Fernández MAD Yann Davidson |  |

### Semifinal
| 9 de agosto de 2024 17:30 | Relatório | Estados Unidos                                            | 85–64 | Austrália                                                            |  | Bercy Arena, Paris Público: 11 919 Árbitros: LAT Gatis Saliņš NOR Viola Györgyi HUN Péter Praksch |  |
| 9 de agosto de 2024 17:30 | Relatório | Placar por quarto: 20–16, 25–11, 21–13, 19–24             |       |                                                                      |  | Bercy Arena, Paris Público: 11 919 Árbitros: LAT Gatis Saliņš NOR Viola Györgyi HUN Péter Praksch |  |
| 9 de agosto de 2024 17:30 | Relatório | Pts: Young 14 Rbts: Wilson 8 Asts: Gray, Stewart, Young 5 |       | Pts: Borlase 11 Rbts: Smith 7 Asts: George, Wallace, Sami Whitcomb 3 |  | Bercy Arena, Paris Público: 11 919 Árbitros: LAT Gatis Saliņš NOR Viola Györgyi HUN Péter Praksch |  |

| 9 de agosto de 2024 21:00 | Relatório | França                                                    | 81–75 | Bélgica                                                                 | OT | Bercy Arena, Paris Público: 12 389 Árbitros: ESP Luis Castillo JPN Takaki Kato ESP Ariadna Chueca |  |
| 9 de agosto de 2024 21:00 | Relatório | Placar por quarto: 14–17, 17–19, 17–15, 18–15, OT: 15–9   |       |                                                                         | OT | Bercy Arena, Paris Público: 12 389 Árbitros: ESP Luis Castillo JPN Takaki Kato ESP Ariadna Chueca |  |
| 9 de agosto de 2024 21:00 | Relatório | Pts: Williams 18 Rbts: Badiane, Rupert 7 Asts: Johannès 5 |       | Pts: Meesseman 19 Rbts: Meesseman 14 Asts: Meesseman, Ramette, Vanloo 6 | OT | Bercy Arena, Paris Público: 12 389 Árbitros: ESP Luis Castillo JPN Takaki Kato ESP Ariadna Chueca |  |

### Disputa pelo bronze
| 11 de agosto de 2024 11:30 | Relatório | Bélgica                                         | 81–85 | Austrália                                            |  | Bercy Arena, Paris Público: 11 968 Árbitros: USA Amy Bonner USA Blanca Burns USA Jenna Reneau |  |
| 11 de agosto de 2024 11:30 | Relatório | Placar por quarto: 19–20, 17–17, 25–23, 20–25   |       |                                                      |  | Bercy Arena, Paris Público: 11 968 Árbitros: USA Amy Bonner USA Blanca Burns USA Jenna Reneau |  |
| 11 de agosto de 2024 11:30 | Relatório | Pts: Vanloo 26 Rbts: Linskens 8 Asts: Vanloo 11 |       | Pts: Magbegor 30 Rbts: Magbegor 13 Asts: Melbourne 7 |  | Bercy Arena, Paris Público: 11 968 Árbitros: USA Amy Bonner USA Blanca Burns USA Jenna Reneau |  |

### Final
| 11 de agosto de 2024 15:30 | Relatório | França                                            | 66–67 | Estados Unidos                                    |  | Bercy Arena, Paris Público: 12 126 Árbitros: SLO Boris Krejić NOR Viola Györgyi CRO Martin Vulić |  |
| 11 de agosto de 2024 15:30 | Relatório | Placar por quarto: 9–15, 16–10, 18–20, 23–22      |       |                                                   |  | Bercy Arena, Paris Público: 12 126 Árbitros: SLO Boris Krejić NOR Viola Györgyi CRO Martin Vulić |  |
| 11 de agosto de 2024 15:30 | Relatório | Pts: Williams 19 Rbts: Williams 7 Asts: Badiane 3 |       | Pts: Wilson 21 Rbts: Wilson 13 Asts: Gray, Plum 4 |  | Bercy Arena, Paris Público: 12 126 Árbitros: SLO Boris Krejić NOR Viola Györgyi CRO Martin Vulić |  |

## Classificação final
| Pos.              | Seleção        |
| ----------------- | -------------- |
| Medalha de ouro   | Estados Unidos |
| Medalha de prata  | França         |
| Medalha de bronze | Austrália      |
| 4                 | Bélgica        |
| 5                 | Espanha        |
| 6                 | Sérvia         |
| 7                 | Alemanha       |
| 8                 | Nigéria        |
| 9                 | China          |
| 10                | Porto Rico     |
| 11                | Canadá         |
| 12                | Japão          |

## Seleção do torneio
Os prêmios foram anunciados pela FIBA em 11 de agosto de 2024, após a conclusão do torneio.
| Seleção de Estrelas FIBA                                   | Seleção de Estrelas FIBA                                   | Seleção de Estrelas FIBA |
| Alas                                                       | Alas                                                       | Pivôs                    |
| ---------------------------------------------------------- | ---------------------------------------------------------- | ------------------------ |
| Breanna Stewart Gabby Williams Alanna Smith Emma Meesseman | Breanna Stewart Gabby Williams Alanna Smith Emma Meesseman | A'ja Wilson              |
| Segunda Seleção FIBA                                       |                                                            |                          |
| Armadoras                                                  | Alas                                                       | Pivôs                    |
| Ezinne Kalu Julie Vanloo                                   | Satou Sabally Valeriane Ayayi                              | Ezi Magbegor             |
| MVP: A'ja Wilson                                           |                                                            |                          |
| Revelação: Jade Melbourne                                  |                                                            |                          |